# The Very Best of Testament
The Very Best of Testament es un álbum recopilatorio de la banda estadounidense de thrash metal Testament, lanzado el 4 de septiembre de 2001, bajo los sellos Rhino Records y Wea UK.
El álbum fue remasterizado digitalmente, y resume gran parte de la carrera de Testament (hasta 1994) con canciones de los discos The Legacy, The New Order, Practice What You Preach, The Ritual, Low y el EP Return to the Apocalyptic City.

## Lista de canciones
1. "The Haunting" (de The Legacy)
2. "Burnt Offerings" (The Legacy)
3. "First Strike Is Deadly" (The Legacy)
4. "The New Order" (The New Order)
5. "Into the Pit" (The New Order)
6. "Disciples of the Watch" (The New Order)
7. "Practice What You Preach" (Practice What You Preach)
8. "Greenhouse Effect" (Practice What You Preach)
9. "Signs of Chaos" (The Ritual)
10. "Electric Crown" (The Ritual)
11. "So Many Lies" (The Ritual)
12. "The Ritual" (The Ritual)
13. "Return to Serenity" (The Ritual)
14. "Over the Wall" (Live) (Return to the Apocalyptic City)
15. "Dog Faced Gods" (Low)

## Créditos
- Chuck Billy: Vocales
- Alex Skolnick: Guitarra principal
- Glen Alvelais: Guitarra principal (pista 14)
- James Murphy: Guitarra principal (pista 15)
- Eric Peterson: Guitarra rítmica/principal
- Greg Christian: Bajo
- Louie Clemente: Batería
- Paul Bostaph: Batería (pistas 14 & 15)
- John Tempesta: Batería (pista 15)